# یواس‌اس گارلوپا (اس‌اس-۳۵۸)
یواس‌اس گارلوپا (اس‌اس-۳۵۸) (به انگلیسی: USS Garlopa (SS-358)) یک زیردریایی بود که طول آن ۳۱۱ فوت ۹ اینچ (۹۵٫۰۲ متر) بود.